# 김진동 (독립운동가)
김진동(金鎭東, 1910년 4월 1일 ~ 1997년)은 일제강점기 조선 시대 독립운동가 김규식의 둘째 아들이며 언론인, 번역가이다. 한국 광복군과 대한민국 임시정부 부주석 비서관을 역임했다.

## 생애
김규식의 차남으로, 출생년대에 대해서는 1910년생 설이 있고, 1912년생 설이 있다.
1946년에는 좌우합작위원회 영어 담당 비서관으로 있다가, 1948년의 남북 협상 때에는 김규식을 비서로서 수행하였으며, 그리고 일본 재팬 타임스(The Japan Times) 체육부장 및 제6대 한국영어신문사 국장을 지냈다. 1961년에는 국가재건최고회의 운영위원회 자문 위원을 맡았으며, 중화민국 정부의 공보부에서 근무하기도 하였다. 그러다가, 1997년에 미국 하와이주에서 사망하였다.

## 기타
허정 등이 임시 정부 요인에게 인사하러 경교장을 방문했을 적에, 임시 정부 요인들 옆에서 김진동은 흡연을 했는데 아무도 그가 담배피우는 것을 문제삼지 않았고, 거기에 몸이 병약하면서도 애연가였던 김규식 마저 아들 김진동이 자신의 앞에서 담배를 피우도록 허락하였다고 한다.
허정은 “나는 지금도 그 때의 임정 요인들의 모습을 생생하게 기억하고 있다. 위엄이 넘치는 김구 선생, 서양 신사와 같은 풍채의 김규식 박사, 체구가 작으면서도 퍽 늠름해 보이는 이시영 선생은 퍽 인상적이었다. 이시영 선생은 임정 요인들 중에서는 가장 나이 많은 분이었지만, 피로의 기색이나 늙은 티가 조금도 없었고 눈이 번쩍번쩍 빛나 위엄이 있었다”며, “나에게 기이한 느낌을 갖게 한 것은 김규식 선생의 아들이 아버지 옆에서 파이프로 담배를 피우고 있는 광경이었다”고 말했다.

## 가족 관계
- 할아버지: 김지성
- 할머니: 경주 이씨
- 백부: 김규찬
- 숙부: 이름 미상
- 아버지: 김규식
- 어머니: 조은수
- 형: 김진필

- 처 : 임근배 (1916년 1월 22일 ~ 2008년 4월 16일)
- 처: 장인자(1934년 4월 20일 ~ )

- 장남: 김건필
- 차남: 김영국
- 삼남: 김한영

- 자녀: 김수산
- 자녀: 김수옥
- 자녀: 김수진

- 자녀: 김수영
- 자녀: 김수림
- 자녀: 김수정
- 자녀: 김수송

- 계모:　김순애
  - 제(弟): 김진세
  - 제수:　원정애

- - 매(妹): 김우애